# Pterophorus hebrus
Pterophorus hebrus is een vlinder uit de familie vedermotten (Pterophoridae). De wetenschappelijke naam van de soort is voor het eerst geldig gepubliceerd in 1932 door Edward Meyrick.